# Macleod (circonscription fédérale)
Pour les articles homonymes, voir MacLeod.
Circonscription électorale fédérale du Canada
Macleod était une circonscription électorale fédérale canadienne dans la province de l'Alberta. Elle longeait la frontière britanno-colombienne au sud de Calgary, et comprenait notamment la ville de Fort Macleod.
Sa population était de 97 578 dont 75 975 électeurs sur une superficie de 28 387 km². Les circonscriptions limitrophes étaient Wild Rose, Calgary-Ouest, Calgary-Centre, Calgary-Sud-Ouest, Calgary-Sud-Est, Crowfoot, Medicine Hat, Lethbridge et Kootenay—Columbia.

## Résultats électoraux
|       | Candidat         | Parti        | # de voix | % des voix |
|       | (x) Ted Menzies  | Conservateur | +40 007,  | 77,48 %    |
|       | Nicole Hankel    | Libéral      | +01 898,  | 3,68 %     |
|       | Janine Giles     | NPD          | +05 335,  | 10,33 %    |
|       | Attila Nagy      | Vert         | +02 389,  | 4,63 %     |
|       | Marc Slingerland | Héritage     | +00252,   | 0,49 %     |
|       | Brad Carrigan    | Progressiste | +01 754,  | 3,4 %      |
| Total | Total            | Total        | 51 635    | 100 %      |

|       | Candidat         | Parti        | # de voix | % des voix |
|       | (x) Ted Menzies  | Conservateur | +35 333,  | 77,36 %    |
|       | Isabel Paynter   | Libéral      | +02 701,  | 5,91 %     |
|       | Stan Knowlton    | NPD          | +03 055,  | 6,69 %     |
|       | Jared McCollum   | Vert         | +04 160,  | 9,11 %     |
|       | Marc Slingerland | Héritage     | +00422,   | 0,92 %     |
| Total | Total            | Total        | 45 671    | 100 %      |

## Historique
La circonscription de Macleod apparut en 1907 à partir des districts d'Alberta et de Calgary. En 1966, elle fut abolie et redistribuée parmi les circonscriptions de Rocky Mountain, Palliser, Crowfoot, Lethbridge et Medicine Hat.
La circonscription réapparut en 1987 à partir des circonscriptions de Bow River, Lethbridge—Foothills et Wild Rose. Abolie lors du redécoupage de 2012, elle fut redistribuée parmi Foothills, Bow River, Medicine Hat—Cardston—Warner, Banff—Airdrie, Calgary Signal Hill et Calgary Midnapore.
1908 - 1968
1. 1908-1911 — John Herron, L-C
2. 1911-1917 — David Warnock, PLC
3. 1917-1921 — Hugh Murray Shaw, Unioniste
4. 1921-1935 — George Gibson Coote, PPC (1921-1926) et UFA (1926-1935)
5. 1935-1958 — Ernest George Hansell, CS
6. 1958-1968 — Lawrence Kindt, PC

1988 - 2015
1. 1988-1993 — Kenneth Gardner Hughes, PC
2. 1993-2004 — Grant Hill, PR (1993-2000), AC (2000-2003), PC (2003-2004) et PCC (2004)
3. 2004-2013 — Ted Menzies, PCC
4. 2014-2015 — John Barlow, PCC

- AC = Alliance canadienne
- CS = Parti Crédit social
- PC  = Parti progressiste-conservateur
- PCC = Parti conservateur du Canada
- PLC = Parti libéral du Canada
- PPC = Parti progressiste du Canada
- PR = Parti réformiste du Canada
- UFA = United Farmers of Alberta
- V = Vacant

1. ↑  Élections Canada, « Résultats Élection partielle fédérale canadienne de 2014 », sur elections.ca (consulté le 13 mars 2022)
2. ↑  Élections Canada.